# Ото II (Насау)
Вижте пояснителната страница за други личности с името Ото II.
Ото II фон Насау (на немски: Otto II von Nassau; * ок. 1300/1305, Зиген; † между декември 1350 и януари 1351, убит) е от 1343 до 1350 г. граф на Насау-Диленбург.

## Произход и наследство
Ото е големият син на граф Хайнрих I фон Насау-Зиген и съпругата му Аделхайд фон Хайнсберг и Бланкенберг. Баща му Хайнрих I умира през 1343 г. и графството Насау-Зиген е поделено помежду синовете му. По-малкият син Хайнрих I получава Насау-Байлщайн, а Ото получава Насау-Диленбург.

## Фамилия
На 23 декември 1331 г. Ото II се жени за Аделхайд (* ок. 1307; † 30 септември 1376) от Вианден, дъщеря на граф Филип II фон Вианден и съпругата му Аделхайд фон Арнсберг, и има с нея четири деца:
- Йохан I, граф на Насау-Диленбург (1339 – 1416), женен 1357 г. за Маргарета фон Марк († 1409)
- Хайнрих († 1402)
- Ото († 1384), каноник в Майнц (1341 – 1384)
- Аделхайд († сл. 1381), абатиса в манастир Кепел